# Costel Vasilescu
Costel Vasilescu (n. 6 noiembrie 1940, București - d. 30 iulie 2022) a fost un cunoscut lăutar, conducător de taraf și trompetist român de etnie romă.

## Biografie
S-a născut la data de 6 noiembrie 1940 în București, într-o familie de lăutari. 
În perioada 1947-1949 merge la câteva nunți în cartierul Tei unde îl aude pentru prima dată pe trompetistul Costache Florea zis Hopa Mitică. Inspirat de acesta, începe să folosească o surdină special confecționată în stilul lui, surdină la care nu va mai renunța din copilărie.

De la stânga la dreapta: Costel Vasilescu (trompetă), Nicu Bela (acordeon), Marian Grigore (vioară), Fane Bobeșteanu Jr. (țambal)

Din 1957 colaborează cu Ansamblul de Tineret din București, dirijat în perioadă de violonistul Ionel Budișteanu.
În perioada 1959-1961 este angajat în Orchestra de muzică populară Radio sub bagheta lui Tudor Pană și (în ultimele luni) a lui Florian Economu. 
Începând cu 1962 și până la jumătatea anilor `70 începe să cânte și să înregistreze alături de cei mai de seamă interpreți ai muzicii lăutărești, în special Dona Dumitru Siminică, Romica Puceanu, Gabi Luncă și cu taraful fraților Gore (Aurel și Victor). 
În 1990 înființează formația de muzică lăutărească „Gipsy Star” și concertează la Sala Palatului, apoi la Opera din Viena, concert dedicat Eroilor Revoluției române din 1989, alături de Johnny Răducanu. 
În 1994 imprimă un CD în Berlin urmând alte concerte, mai importante fiind cel din 1995 de la Viena, cel din 1999 la Teatrul de Ville din Paris, de la Hanovra din 2000 și de la Moscova din 2004.
În 2006 este invitat să susțină un spectacol la New York împreună cu taraful său, după care, a doua zi, activității sale de-a lungul timpului îi sunt dedicate cele două pagini de mijloc ale ziarului american New York Times.

## Discografie
Înregistrările proprii ale lui Costel Vasilescu au fost realizate la casa de discuri Electrecord și editate pe discuri de vinil, casete audio și CD-uri.
| An   | Nr. de catalog                         | Format                     | Piese | Acompaniament |
| 1984 | EPE 02418 De joc și voie bună          | vinil, LP, 30 cm, 33 ⅓ RPM | 13. Hora ploieștenilor 14. Horă lăutărească 15. Cîntec de masă 16. Jocul boldenilor | Orchestra Ion Onoriu |
| 2005 | EDC 695 De joc și voie bună – trompetă | compact disc               | 1. Hei, hei, fată dragă 2. Mă suii pe munți de sticlă 3. Tot am zis mă duc, mă duc 4. Dulce și amar 5. Sârba de la Balș 6. Hora lui Medelic 7. Cântec de ascultare 8. Hora de la Mimiu 9. Tabachere cu tabac 10. Hora argintarilor 11. Sârba lăutărească 12. Hora de la Românești 13. Sârba de la Râmnicelu 14. Hora de la Budești 15. Blestemat să fii de stele 16. Hora lui Costică 17. Manea 18. Hora de la Dobreni | Formația „Gypsy Star” condusă de Costel Vasilescu (1,2,5,6); Formația instrumentală condusă de Leonard Iordache (3,4,7-18) |
| 2012 | EDC 1064 Muzică lăutărească - trompetă | compact disc               | 1. Parada instrumentelor 2. Să joc cu nevasta mea 3. Hora lui Bosomete 4. Ce e omul pe pământ 5. Sârba de la Mărgineni 6. Hora lăutărească de la Galați 7. Geamparaua dobrogeană 8. Jocul boldenilor 9. Maneaua din Balcani 10. Hora de la „Parcul fericirii” 11. Hora la trei 12. Mamă, inimă de piatră 13. Bătuta de la Epureni 14. Hora după Dudești 15. Cântec de ascultare 16. Hora din Tei 17. Maneaua lui Borcică 18. Hora de joc 19. Joc bucovinesc 20. Hora florăreselor 21. Maneaua lui Chemal 22. Hora de la Românești 23. Hora moldovenilor 24. Hora lui Costel | Formația „Gypsy Star” condusă de Costel Vasilescu (1-8,10-12,14-16,18,20-24); suflători din „Fanfara Armatei” (9,13,17,19) |